# Bewegung der Landarbeiter ohne Boden

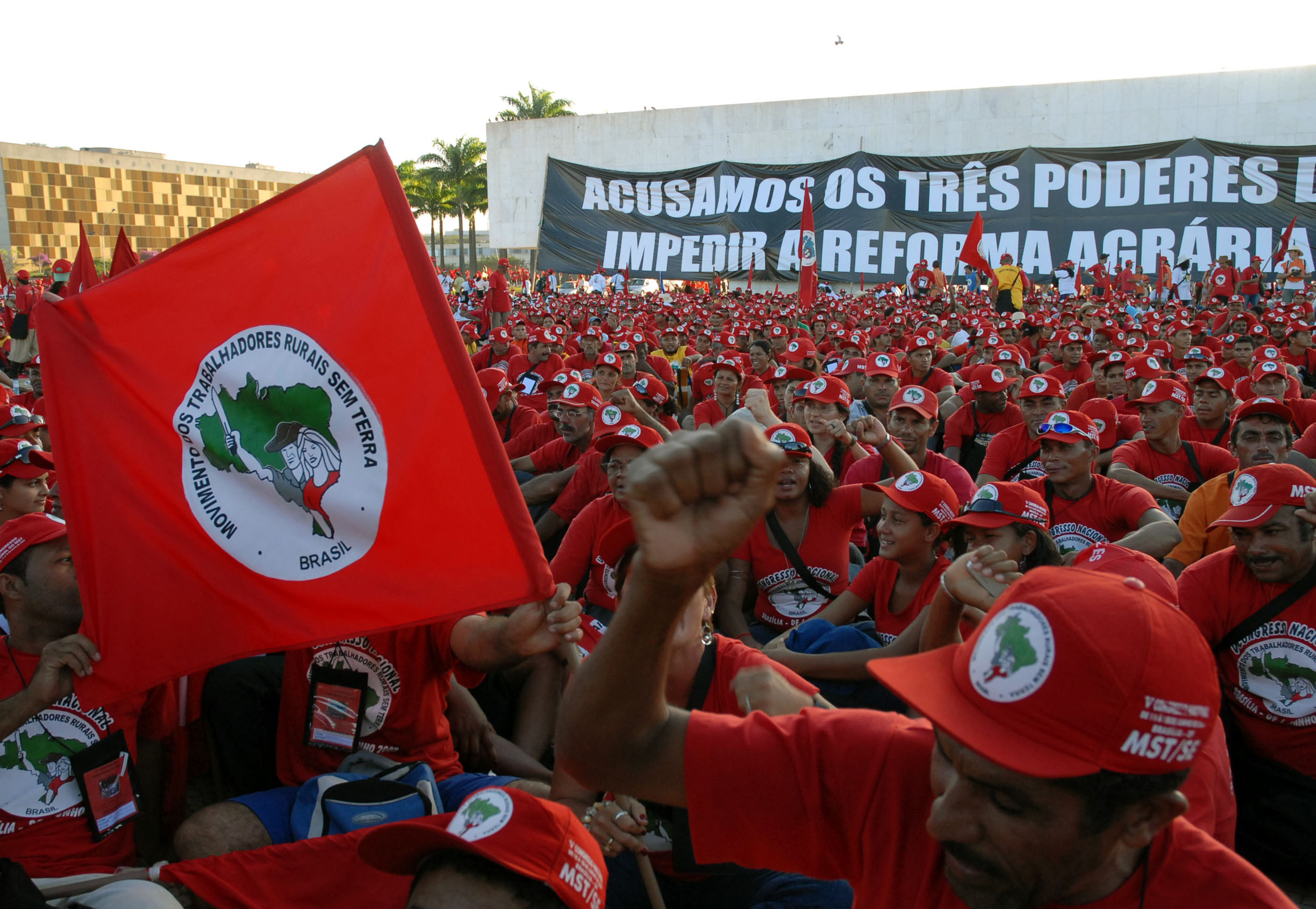
Kundgebung am 5. Kongress des MST in Brasília, Juni 2007

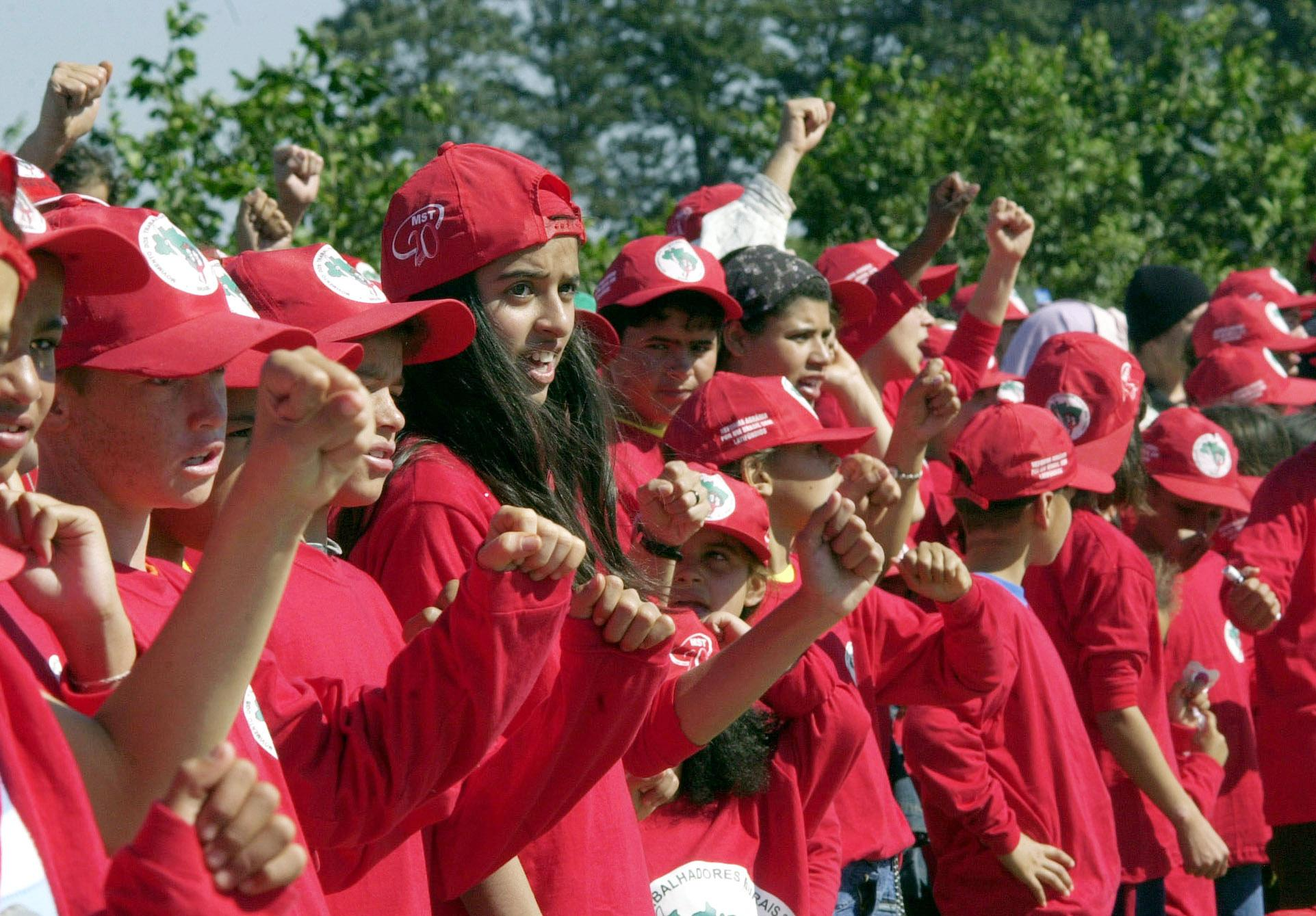
Kinder von Landlosen singen Die Internationale am 20. Jahrestag der Gründung des MST, Itapeva-São Paulo, 2004

Die Bewegung der Landarbeiter ohne Boden (portugiesisch Movimento dos Trabalhadores Rurais Sem Terra), häufig kurz Bewegung der Landlosen (Movimento dos Sem Terra), abgekürzt MST, ist eine Massenbewegung in Brasilien, welche sich für eine radikale Landreform einsetzt und darüber hinaus auch soziale und politische Forderungen stellt. Die Bewegung erhielt 1991 den Right Livelihood Award.

## Vorgeschichte, Situation der Landlosen
Die Landfrage (questão agrária) ist in Brasilien ein Thema mit langer Geschichte. Vorherige Landlosenbewegungen wurden in der Geschichte vom brasilianischen Militär unterdrückt oder lösten sich durch Abwanderung von Landlosen nach Amazonien wieder auf. Die Vorläufer der MST entstanden in den 1970er Jahren im Süden Brasiliens, wo in dieser Zeit infolge von Modernisierungsmaßnahmen einerseits viele agroindustrielle Großbetriebe für Exportprodukte entstanden, andererseits viele Landarbeiter durch die Mechanisierung der Landwirtschaft ihre Arbeit verloren. Sie sahen sich als Verlierer der Modernisierung. Die Landlosen entschlossen sich dazu, sich zu organisieren und zu verteidigen aufgrund der extrem ungleichen Landverteilung in Brasilien, wo etwa 10 Prozent der Bevölkerung rund 80 Prozent des Landes besitzen.
Als Landlose gelten für die MST folgende Gruppen:
- posseiros (bearbeitet Land ohne Besitztitel; nach 30 Jahren würde das Land gesetzmäßig ein Eigentum werden, was jedoch praktisch undurchführbar ist, da die Landarbeiter ständigen Bedrohungen ausgesetzt sind.)
- assalariados (Lohnarbeiter), boia-frias und diaristas (Tagelöhner)
- parceiros (Pächter, die Pachthöhe wird als Prozentsatz des Ertrages berechnet)
- meeiros (Pächter, deren Abgabe an den Besitzer 50 % beträgt)
- arrendatarios (Pächter, deren Pachthöhe im Voraus vereinbart wird)
- pequenos agricultores (Kleinbauern mit maximal 5 ha Land)

## Movimento dos Sem Terra
Da die anderen Organisationen mit ähnlichen Zielen als zu wenig revolutionär und mit der Regierung zu konformistisch eingeschätzt wurden, erhielt die MST einen starken Zulauf. Sie stieg in der Folge zu einer gesamtgesellschaftlich relevanten sozialen Bewegung in Brasilien auf, die den Anspruch erhob (und bis heute vertritt), die Gesellschaft insgesamt verändern zu wollen. Dabei orientiert sie sich an kollektiven Aktions- und Organisationsformen (zum Beispiel Genossenschaften), will die Bedeutung der Arbeit über die des Kapitals stellen und kämpft für soziale Gerechtigkeit und gegen die Diskriminierung der Frauen. Ihre Aktionen folgten dem Prinzip der Gewaltlosigkeit, auch motiviert durch den christlichen (meist katholischen) Glauben. Die Ideale der Landlosenbewegung stehen denen der Befreiungstheologie nahe, allerdings wird ihnen seit einigen Jahren vorgeworfen, sich vom Prinzip der Gewaltlosigkeit entfernt zu haben.
Formell wurde die MST 1984 in der Stadt Cascavel (Bundesstaat Paraná) gegründet. Dies wurde durch die Demokratisierung nach der 20 Jahre dauernden Militärdiktatur möglich: Während der Regierungszeit des Präsidenten José Sarney sabotierten die Großgrundbesitzer die Pläne zur Agrarreform mit Hilfe bewaffneter Milizen. Als Gegenbewegung organisierten sich die Landlosen mit Hilfe der Kirche Comissão Pastoral da Terra (CPT). Im Januar 1985 fand in Curitiba der erste landesweite Kongress von Delegierten der örtlichen CPT-Gruppen statt.
1997 gründete ein Teil der MST die Bewegung der obdachlosen Arbeiter (MTST).
Aktionsformen der MST waren und sind Landbesetzungen von brachliegendem Land oder Land, auf welchem schlecht gewirtschaftet wird, wobei immer wieder die Forderung zur Enteignung durch den Staat erhoben wird. Daneben werden auch Ländereien besonderer Bedeutung besetzt, wie der Besitz des Präsidenten Cardoso im Jahre 1999, um Aufmerksamkeit zu erregen. Bei den Landbesetzungen, den sogenannten acampamentos, werden landlose Familien (250–500) auf dem besetzten Land angesiedelt, die im Rahmen einer Produktionsgemeinschaft die Produktionsmittel gemeinsam verwalten und Schulungen erhalten, um eine effiziente Produktion aufzubauen. Dabei wird immer die Wichtigkeit der Kollektivität gegenüber dem Individuum betont. Diese Besetzungen sind legal, wenn das besetzte Land laut Expertise des staatlichen Instituts INCRA (Instituto Nacional de Colonização e Reforma Agrária) vorher nicht bearbeitet wurde.
Die MST organisiert Großkundgebungen (wie zum Beispiel 1997 einen Sternmarsch auf Brasília mit 40.000 Teilnehmern), Hungermärsche oder Blutspendeaktionen. 1996/1997 erhielt die MST den König-Baudouin-Preis.

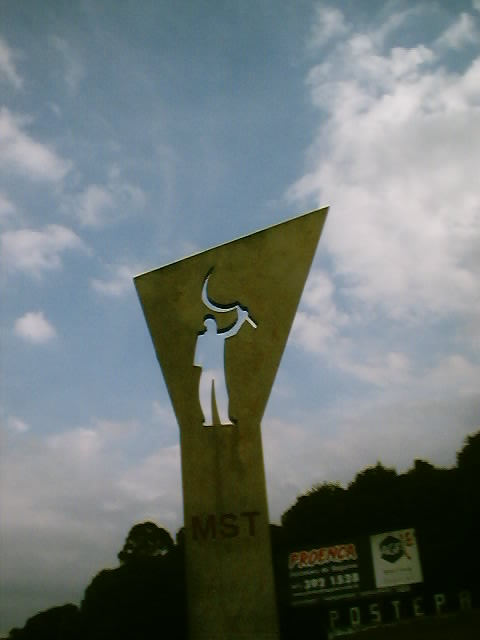
Monument für die Movimento dos Sem Terra von Oscar Niemeyer

Die Bewegung erlitt teils blutige Repressionen des Militärs, der Regierung oder privater Milizen. Als 1500 MST-Mitglieder am 17. April 1996 nahe dem Städtchen Eldorado do Carajás eine Schnellstraße blockierten, verübten Polizisten der Polícia Militar auf Befehl des Gouverneurs des Bundesstaates Pará, Almir Gabriel, ein Massaker, bei dem sie 19 MST-Aktivisten erschossen, zwei weitere starben später an ihren Verletzungen. Eine Säule der Schande in Belem erinnert daran. Das Eldorado-do-Carajás-Massaker war eines der vielen ungesühnten Staatsverbrechen in Brasilien. Erst 2013 wurden zwei kommandierende Polizeioffiziere zu Haftstrafen verurteilt.
Die MST erhielt dennoch, auch nach dem Eldorado-do-Carajás-Massaker, weiter und zusätzlichen Zulauf. Bis Ende der 1990er Jahre erkämpfte die MST für ca. 350.000 Familien Land – bei geschätzten 4,5 Millionen landlosen Familien.
Während der ersten Regierungszeit von Luiz Inácio „Lula“ da Silva, zu dessen Partei Partido dos Trabalhadores (Arbeiterpartei) einige Mitglieder der MST gehören, waren die Hoffnungen auf eine echte Bodenreform so groß wie nie, da Lula mit dem Versprechen angetreten war, eine solche durchzuführen. Zwar wurde gleich zu Beginn von Lulas Amtszeit ein „Plan zur Umsetzung der Agrarreform“ verabschiedet, der unter anderem vorsah, 540.000 Familien neu anzusiedeln und bisher ungeregelte Besitzrechte von Kleinbauern neu zu regeln, die MST wirft der Regierung jedoch vor, diesen Plan nur zu einem Drittel umgesetzt zu haben und ihn nach dessen Auslaufen 2007 nicht verlängert zu haben. Nachdem die MST entschieden hatte, zwischen 2002 und 2005 Aktionen und Besetzungen auf privaten Großgrundbesitz zu beschränken, kehrte sie 2005 wieder zu politischen Aktionen zurück. Dazu gehörte ein Marsch von ca. 13.000 Landlosen von Goiânia in die Hauptstadt Brasília mit einer anschließenden Großdemonstration dort. Die MST warf der PT-Regierung vor, dass diese statt einer gründlichen Änderung der Produktionsverhältnisse nur in Einzelfällen sozialreformerische Verbesserungen erreicht hätte.
Mitte der 2000er Jahre war die MST in 23 der 26 Bundesstaaten Brasiliens aktiv und betreute rund 1,5 Millionen Landlose.

## Kritik
Obwohl die MST unter Lulas Regierung einen vollständig legalen Status erreicht hatte, dauerten die Angriffe der bürgerlichen Presse auf die Bewegung an. So warf das Magazin Veja der MST 2005 vor, telefonischen Kontakt mit der illegalen Gefangenenbewegung PCC gehabt zu haben, was die MST abstritt, und verglich die Schulen der MST, wo Kinder von Kleinbauern unterrichtet werden, mit islamischen Madrassen.
Im September 2006 vertrat eine von landbesitzerfreundlichen Kongressabgeordneten dominierte Kommission die Behauptung, die Aktionen der MST seien „terroristisch“ und es würden dabei auch Tote in Kauf genommen. Allerdings konnten diese Behauptungen nie belegt werden und es ist kein Fall bekannt, bei dem die MST den Tod eines Menschen verursacht hat.

## Auszeichnungen
- 2021 wurde die Bewegung mit dem Internationalen Preis der spanischen Menschenrechtsgruppe Acampa ausgezeichnet.[8]